# F.T. Island
F.T. Island (hangul: F.T.아일랜드; rr: F.T.Aillaendeu, abreviação de Five Treasure Islandem; em japonês: エフティー・アイランド), é uma banda de rock sul-coreana formada pela FNC Entertainment em 2007. Atualmente, a banda consiste no vocalista principal Lee Hong-gi, no baixista Lee Jae-jin e no baterista Choi Min-hwan. O guitarrista Oh Won-bin deixou a banda em 2009 e foi substituído por Song Seung-hyun. O ex-líder Choi Jong-hoon deixou a banda e se aposentou da indústria do entretenimento em 14 de março de 2019, enquanto Seung-hyun deixou o grupo em dezembro de 2019 para se concentrar em sua carreira na atuação.
F.T. Island estreou no programa de televisão musical M! Countdown em 7 de junho de 2007 com o single "Love Sick". Seu primeiro álbum de estúdio, Cheerful Sensibility, foi o sexto álbum mais vendido do ano e "Love Sick" liderou as paradas sul-coreanas por oito semanas consecutivas. Mais tarde naquele ano, a banda venceu os prêmios de Melhor Novo Grupo Masculino no Mnet Asian Music Awards, Novato do Ano e Prêmio de Popularidade no Golden Disc Awards. Em 8 de junho de 2008, o F.T. Island estreou no Japão com o extended play Prologue of F.T. Ilha: Soyogi. A banda começou a ser reconhecida no país após o lançamento do seu terceiro álbum de estúdio japonês, Five Treasure Island, em 2011, que liderou a Oricon Albums Chart e gerou o single "Flower Rock". Além disso, o F.T. Island é a primeira banda estrangeira masculina e a primeira banda em 42 anos a liderar a parada diária da Oricon.
Considerada a primeira banda ídolo da Coreia do Sul, o F.T. Island abriu o caminho para diversas bandas, incluindo o companheiro de sua gravadora N.flying.

## Membros
| Nome            | Nome   | Nome   | Data de nascimento               | Posição no grupo                    |
| Romanizado      | Hangul | Hanja  | Data de nascimento               | Posição no grupo                    |
| --------------- | ------ | ------ | -------------------------------- | ----------------------------------- |
| Lee Hongki      | 이홍기 | 李洪基 | 2 de março de 1990 (35 anos)     | Vocalista principal, visual e face. |
| Lee Jae-jin     | 이재진 | 李在真 | 17 de dezembro de 1991 (33 anos) | Baixo, vocais.                      |
| Choi Min-hwan   | 최민환 | 崔敏煥 | 11 de novembro de 1992 (32 anos) | Bateria e maknae.                   |
| Ex-membros      |        |        |                                  |                                     |
| Choi Jong-hoon  | 최종훈 | 崔鍾訓 | 7 de março de 1990 (35 anos)     | Guitarra, teclado e líder.          |
| Oh Won-bin      | 오원빈 | 吳元斌 | 26 de março de 1990 (34 anos)    | Guitarra, vocais                    |
| Song Seung-hyun | 송승현 | 宋承炫 | 21 de agosto de 1992 (32 anos)   | Guitarra, vocais.                   |

Notas
- Visual: Integrante mais bonito, geralmente eleito pela empresa do grupo.
- Face: Integrante mais popular do grupo.
- Maknae: Integrante mais novo do grupo.

## Discografia

### Álbuns de estúdio em coreano
- Cheerful Sensibility (2007)
- Colorful Sensibility (2008)
- Cross & Change (2009)
- Five Treasure Box (2012)
- I Will (2015]])
- Where's The Truth?(2016)
- Over 10 Years (2017)

### EP's em coreano
- Jump Up (2009)
- Beautiful Journey (2010)
- Return (2011)
- Memory in F.T. Island (2011)
- Grown-Up (2012)

### Álbuns de estúdio em japonês
- So Long, Au Revoir (2009)
- Five Treasure Island (2011)
- 20 [Twenty] (2012)
- N.W.U(2016)
- United Shadows (2017)
- Planet Bonds (2018)
- Everlasting (2019)

### EP's em japonês
- Prologue of F.T. Island: Soyogi (2008)

## Filmografia
- Cheongdam-dong 111 (2013–14)[8]
- Coming Out FTIsland (2015)[9]